# René Tercero Reyes Aguirre
René Tercero Reyes Aguirre (n. el 3 de octubre de 1983 en Chihuahua, Chihuahua; m. el 18 de agosto de 2008 en Ciudad Juárez, Chihuahua.) fue un motociclista mexicano, cinco veces campeón nacional de motocross y tercer lugar en un campeonato latinoamericano.
La Federación Mexicana de Motociclismo anunció que el campeonato nacional que René lidereaba, llegó a su conclusión por lo que se coronó a título póstumo.
El 18 de agosto de 2008, fue asesinado junto a otros dos pilotos en Ciudad Juárez, Chihuahua; por un comando armado. Hasta el momento se desconoce el móvil del crimen.